# 전립선염
전립선염 (前立腺炎)이란, 전립선에 발생하는 염증성 질환을 말한다.
전립선염은 급성과 만성의 2 가지로 분류할 수 있다. 전립선염의 원인, 증상과 치료는 급성과 만성 전립선염에 대해 차이를 보인다. 이 질환은 전립선을 보유한 남성들에게서만 발생하며 전립선과 신경이 밀접하게 연관된 하복부, 고환, 성기, 회음부 등에 상당한 통증을 유발하는 등 삶의 질을 심대하게 떨어뜨리는 무서운 질병이다. 증상이 심한 경우 엉덩이와 다리, 허리까지 통증이 유발될 수 있다. 한편, 만성 전립선염의 경우 치료가 쉽지 않으므로 의사와 환자들 간에 가장 많은 다툼과 논쟁을 유발하는 질병 중 하나이다.
- 급성 전립선염 (acute prostatitis): 급성 전립선염은 전립선에 발생하는 속발성 염증이며 적절한 조치로 완치하지 못할 경우 만성으로 전이될 수 있다.적절한 시기에 유효한 치료를 취할 경우 완치될 가능성이 비교적 높은 질환이지만, 전문의가 급성 전립선염으로 확진하지 못하고 치료 시기를 놓칠 경우 만성 전립선염으로 악화될 수 있다.

- 만성 전립선염 (chronic prostatitis): 전립선에 발생하는 만성적인 염증으로 현대 의학으로 완치가 가능하다고 보는 견해도 있으나, 일부 비뇨기과 전문의들 중에는 완치가 불가능하다고 주장하는 경우도 있다.

## 원인
전립선염의 원인으로 몇 가지가 제시되고 있으나, 세균 등 병원체가 요도를 통해 전립선으로 이동하여 발생하는 경우가 많다. 상당수의 전립선염 환자들이 발병 이전에 불건전한 성접촉을 통한 임질 등의 질환을 겪은 경험을 토로하고 있다는 점은 이를 뒷받침해준다고 할 수 있다. 이 경우 초기에 성병의 치료 시기를 놓쳐 요도의 세균이 전립선으로 이동하여 염증을 유발하고, 신속한 치료를 받지 못할 경우 전립선염으로 발전할 수 있다. 전립선염의 원인으로 여겨지는 세균의 종류로써 대장균, 엔테로코쿠스 등이 대표적이며 최근에는 칸디다 등의 곰팡이성 병원균이 전립선염의 원인균으로 작용할 수 있다는 주장도 제기되고 있다. 일각에서는 바이러스성 병원체에 의하여 전립선염이 발병한다는 견해도 있다고 한다. 그 밖에 소변의 역류에 의해 발병한다는 견해도 있다. 실제 일부 환자의 경우 소변을 비정상적으로 오래 참은 경험을 한 뒤 전립선염에 걸린 사례도 있다고 한다. 한편, 오래 앉아 있는 직군에서 전립선염의 발병이 빈번하다는 전문의의 진술도 있다. 이 경우 경비원, 파일럿 및 일부 사무직 등에 종사하는 환자들이 비뇨기과를 내원하여 전립선염 증상을 호소하는 경우가 많다고 한다.

## 증상

### 급성 전립선염의 증상
급성 전립선염 환자의 경우 성기나 고환, 하복부의 통증 이외에 상기 부위의 작열감과 전신 발열 등의 증상이 보고되기도 한다. 급성 전립선염의 경우 신속히 치료를 개시하지 않으면 환자가 패혈증으로 사망할 수도 있다.

### 만성 전립선염의 증상
- 통증: 전립선은 남성의 방광 밑 부분에서 요도를 감싸고 있는 밤톨만한 크기의 기관으로 정액이 저장되는 장소이다. 이 부위에 염증이 발생할 경우 하복부에 통증이 발생할 수 있으며, 그 증상은 소변이나 대변 등이 적절히 배출되지 못하고 체내에 정체되어 있을 경우 심해질 수 있다. 또한, 전립선과 신경을 공유하는 고환, 성기, 회음부 등에 방사통이 발생할 수도 있으며 그 통증의 강도는 환자의 건강 및 영양 상태, 정신적 스트레스, 음주 및 흡연의 여부 등에 따라 달라진다. 특히 회음부 통증을 호소하는 환자의 경우 앉아 있기가 어려울 정도로 고통스러워 하는 경우도 있다. 증상이 매우 심한 환자의 경우 허리와 다리에까지 방사통을 호소하는 경우도 있다. 많은 환자들이 우측에 비해 좌측 고환 및 성기 부위의 통증을 호소하는 경우가 있는데, 어떤 비뇨기과 의사의 경우 대장에 왼쪽에서 구부러지므로 그 압박에 의해 좌측 통증을 호소하는 환자가 많은 듯 하다는 답변을 보이기도 했다. 하지만 이에 대한 보다 과학적인 연구 결과가 필요하다. 일부 환자의 경우 회음부가 따끔거리는 증상을 호소하기도 한다.

- 기타 증상: 전립선의 부종 및 염증으로 인해 요도가 압박을 받아 소변을 자주 보는 경우도 있으며(잔뇨 및 빈뇨), 일부 환자의 경우 요도 끝 부분이 간질거리거나 소변을 볼 때 약간 따끔거리는 증상을 호소하기도 한다. 이 경우 세균 감염으로 기인한 전립선염일 가능성이 높다고 본다. 일부 환자의 경우 사정이나 자위 행위를 통해 정액을 배출할 경우 피가 섞여 나오는 증상을 발견하여 충격을 받고 비뇨기과를 내원하는 경우도 있다. 상당수의 환자들은 전립선염에 걸린 이후 정액의 색이 비정상적으로 노랗다는 이야기를 하는 경우도 있으나 대부분의 전문의들은 정액이 농축되어 나타나는 현상이라고 일축하곤 한다. 몇몇 환자들의 경우 전립선염에 걸린 뒤 하복부에 가스가 차는 증상을 호소하기도 하지만 명확한 상관관계가 의학적으로 규명될 필요가 있다. 일부 전립선염 환자들은 전신 권태 및 피로감을 호소하기도 하는데, 전립선염 고유의 증상인지, 항생제 복용에 따른 부작용인지 여부에 대한 조사가 요구된다. 어떤 환자들은 발기 부전, 성기능 감퇴, 성욕 감퇴 등을 호소하는 경우도 있다.

## 진단
- 문진: 일차적으로 전립선과 관련된 증상을 호소하는 경우 비뇨기과 의사와 상담을 통해 문진을 받곤 한다. 전립선염이 의심되는 경우 원인균의 종류를 밝히고 이를 박멸할 수 있는 적절한 항생제를 사용하는 경우가 많다. 이를 위해 세균 배양 검사 및 PCR (polymerase chain reaction)등의 검사를 위해 정액이나 소변, 전립선액 등의 검체를 환자로부터 채취하기도 한다.

- 세균 배양 검사: 환자에게 채취한 정액 등으로부터 세균을 배양하고 그 종류를 밝혀내는 검사 방법이다. 일반적으로 이러한 방법을 통해 알아낼 수 있는 병원체의 종류는 PCR에 비해서는 다양하지 않다고 한다. 배양 검사의 경우 소요 비용은 PCR에 비해서는 저렴한 편이다.

- PCR 검사: 소량의 병원체가 함유된 검체로부터 유전자를 증폭시켜 이를 검사하여 어떤 종류의 병원균이 환자에게 감염되어 있는지 알아낼 수 있는 방법이다. 다양한 종류의 성병 및 대장균 등에 대해 적용이 가능하며, 곤지름, 헤르페스나 에이즈 등 바이러스성 병원체에 대해서도 적용 가능한 방식이다. 하지만 소요 비용이 비싸며, 일부 환자에 대해서는 위음성(실제 병원균에 감염된 상태지만 PCR 검사 결과 음성으로 판독되는 경우) 등이 나올 소지가 있다. 이러한 가능성에 대해 관련 업체나 병원에서는 반론을 제기할 여지도 있으나, 검사하는 사람의 손으로부터 DNAse (DNA를 분해하는 효소로 사람의 손에서 분비된다고 함)가 유입된 검체의 경우 위음성이 나올 소지도 있다고 여겨진다.

- 검체 채취 방법: 전립선염 환자나 이것이 의심되는 사람에게 검체를 채취하기 위하여, 일부 병원에서는 포르노 비디오를 틀어주고 자위 행위를 유도하여 정액을 채취하기도 한다. 또 다른 병원에서는 검체를 담는 용기를 환자에게 준 뒤, 다음에 내원할 때까지 검체를 담아오도록 부탁하는 경우도 있다. 전립선액을 추출하는 경우에는 의사가 환자의 항문에 손가락을 넣고 전립선을 자극하여 소량의 전립선액을 요도를 통해 추출하기도 한다. 하지만 이 방법은 전립선에 심한 염증이나 고름이 있는 환자에 대해 증상을 악화시킬 소지가 있다고 하여 검사 과정 중 극심한 통증을 호소하는 사람에 대해서는 적용하지 않기도 한다.

- 현미경을 통한 검사 방법: 한편, 소변을 받아서 이를 현미경으로 관찰하는 방법을 사용하기도 한다. 또는 정액을 채취하여 현미경으로 관찰할 수도 있다. 이러한 방법을 통해 백혈구 등의 염증 세포를 관찰할 수 있으며 그 수가 많을 경우 전립선염으로 판단하는 데 결정적인 도움을 주기도 한다. 하지만 이러한 염증 수치의 경우 전립선염과 어느 정도의 상관관계는 갖지만, 그 수치가 높다고 하여 반드시 전립선염을 호소하지는 않는다고 한다.

- 촉진: 일부 비뇨기과에서 환자의 항문에 의사가 손가락을 넣은 뒤 전립선을 만져 보고 정상적인 크기에 비해 얼마나 부었는지를 판단하는 경우도 있다고 한다.

- 초음파 검사: 전립선의 크기를 측정하기 위하여 초음파 검사를 시행하는 경우도 있다. 주로 엄지손가락 굵기의 봉에 젤리를 바른 뒤 환자의 항문에 주입하여 초음파를 발생시키고 이를 통해 영상을 얻기도 한다. 일부 만성 전립선염 환자의 경우 초음파 검사를 통하여 관찰한 전립선의 크기가 정상인과 비교할 때 거의 차이가 없는데도 불구하고 전립선염 증상을 호소하기도 한다.

- 그 밖에 전립선에 직접 바늘을 꽂아 샘플을 채취하여 검사하는 방법도 있다고 한다. 어떤 환자의 경우 대학 병원에서 이러한 방법으로 검사를 받고 더욱 증상이 심해졌다고 진술한 경우도 있다. 또한 검사 과정에서 통증이 매우 심하다고 하므로 이러한 검사 방법의 적용에는 보다 신중을 기할 필요가 있다는 주장도 제기되고 있다.

## 치료

### 급성 전립선염의 치료
급성 전립선염의 경우 만성 전립선염에 비해 완치율이 높다고 하며, 입원 치료를 원칙으로 하여 일주일 이상 항생제를 혈관 주입시켜 치료한다.

### 만성 전립선염의 치료
전립선염의 치료는 크게 현대의학, 한방, 민간 요법의 세 가지로 분류할 수 있다. 어떤 치료 방법을 택하든 전립선염 환자는 충분한 수면과 영양 섭취 및 안정이 요구된다.
- 현대의학을 통한 치료: 전립선염이 세균에 의해 발생하였을 경우 적절한 항생제를 복용하여 균을 박멸하는 방법을 취할 수 있다. 일반적으로 비뇨기과를 처음 내원하여 전립선염으로 의심되는 증상을 호소할 경우 각종 검사를 통해 확진을 한 뒤, 병원균의 종류가 밝혀지면 이에 맞게 개발된 적절한 항생제를 투여하기도 한다. 항생제를 복용하여 완치가 될 경우 매우 다행스러운 일이지만, 임상적으로 그렇지 않은 경우도 상당히 많다고 한다. 이러한 경우 항생제의 복용 기간을 늘리거나 다양한 종류의 항생제를 순차적으로 복용하는 경우도 있으나, 일반적으로 항생제를 한달 정도 복용한 뒤 배양 검사나 PCR 검사 등을 반복 시행하여 병원균이 검출되지 않으면 항생제 투여를 중단하는 경우가 많다. 이러한 경우 투여할 수 있는 경구 복용약은 소염제 및 알파 차단제 (요도를 확장시켜 빈뇨를 줄여주는 약) 정도일 뿐이다. 많은 환자들이 전립선염의 초기 치료 과정에서 항생제를 사용하고 있으나 이를 통해 완치되지 못하는 경우 장기간 항생제를 복용하여 위장 장애, 어지러움, 귀에서 이상한 소리가 들리는 증상 등을 호소하기도 한다. 이러한 증상을 완화하기 위하여 위장약을 함께 복용하는 경우가 대부분이다. 일부 비뇨기과에서는 양약 처방과 더불어 정기적으로 전립선 마사지를 수행하여 전립선액의 배출을 유도하기도 하는데, 이는 전립선의 염증을 배출시켜 회복 속도를 빠르게 하기 위한 방법이다. 또 다른 비뇨기과 병원에서는 자위행위를 권장하고 있으며, 이를 통한 정액 및 전립선액의 배출을 유도하여 염증 세포를 제거할 것을 권하고 있다. 이러한 방법으로 만성 전립선염이 완치되면 다행스러운 일이지만, 항생제가 전립선의 두꺼운 벽을 통과하지 못하여 치료가 어렵다는 설명을 일부 비뇨기과 의사들이 제시하고 있다. 이러한 경우에 대비하여 지용성 항생제를 투약하는 경우가 많다. 일부 항생제의 경우 위장 장애를 적게 유발하기도 하며, 똑같은 항생제라고 하더라도 라이센스가 풀린 복제약의 경우 여러 제약 회사에서 다른 이름으로 판매하는 경우가 있다. 이러한 복제약(generic)의 경우 그 효능이 어떠한지에 대하여 체계적으로 조사할 필요가 있다는 주장이 제기되는 상황이다.

- 자기장을 통한 치료: 요실금 환자에게 적용하는 자기장 치료 방법을 전립선염의 치료에 활용하는 경우가 있다. 특히 회음부의 통증을 호소하는 환자의 경우 이러한 방법이 효과적일 수 있다. 자기장을 발생시키는 의자에 앉아서 20 - 30 분 동안 화음부에 자기장을 노출시키면 회음부가 따뜻해지면서 그 주변의 근육이 이완과 약간의 수축을 반복한다. 이러한 치료를 일주일에 3 회 정도 지속하여 회음부 통증 등의 증상을 완화시키는 경우도 있으나 모든 환자에게 적용되는 방법은 아니라고 여겨진다.

- 튜나요법을 통한 치료: 일부 비뇨기과에서는 환자들의 전립선에 존재하는 염증이나 부종 등을 레이저로 제거하는 튜나 요법을 수행하기도 한다. 일부 환자에 대해 그 효과가 입증되었다고 하지만 직접 튜나 요법을 경함한 환자들은 수술 과정에서의 고통과 수술 후 더욱 악화된 증상을 근거로 튜나 요법의 무용성을 주장하기도 한다. 더욱 과격한 환우들의 경우 튜나 요법을 시술하는 병원에 대해 즉각적으로 이를 중지하는 의견을 피력하기도 한다. 일부 비뇨기과 의사들은 전립선염의 치료를 위하여 더운 물에 좌욕을 수행하여 혈액 순환을 원활하게 하고, 회음부 및 고환의 근육을 풀어줄 것을 권하기도 한다.

- 전립선 직접 주사를 통한 치료: 일부에서는 전립선에 직접 항생제를 주입하여 치료하는 방법을 택하기도 한다. 항생제를 경구 복용할 경우 전립선까지 도달하는 비율이 높지 않다는 문제점 때문에 고안된 방법이다. 직장의 점막을 통해 주사 바늘을 주입하여 전립선에 직접 항생제를 투여하는 방법으로, 그 효과에 대해서는 논란의 여지가 있는 상황이다.

- 한약을 통한 치료(한방): 항생제 및 자기장 등의 물리 치료를 통해서도 완치되지 못한 전립선염 환자들에게 한약을 통한 치료가 시도되어 상당한 효과를 본 경우도 있다. 한방에서 각 환자의 체질에 맞게 처방된 탕약 등을 3 달 정도 복용한 뒤 증상의 개선이나 완치를 주장하는 환자들이 있으며, 일부 증상이 개선된 환자들에 대해서는 고가의 한약을 복용한 뒤 나타나는 심리적인 위약 효과(placebo effect)라고 단정하는 의견도 만만치 않은 상황이다. 이러한 치료의 문제점은 완치율이 100 %를 밑돈다는 점을 들 수 있다. 실제 일부 환자의 경우 한약을 몇 달간 복용한 뒤에도 증상의 개선이 없음을 호소하자, '신이 아닌 이상 모든 환자를 치료할 수는 없다'는 답변을 들었다고 한다. 또 다른 문제점으로, 한약의 가격이 매우 비싸다는 점인데, 보름간의 약값이 100 만원 가까이 된다고 한다. 한방 치료 방법의 경우 양방에 비해 그 효과를 입증할 수 있는 비교군과 대조군의 선정 및 임상 실험이 보고된 경우가 적다는 점은 그 과학적인 타당성을 논하는 과정에서 반드시 짚고 넘어갈 수 있다. 한의학을 통한 전립선염의 치료가 저명한 의학 학술지에서 검증이 되어 보다 체계적이고 과학적인 방법으로 밝혀진다면 더 많은 전립선염 환자들에게 희망을 줄 수 있을 것이라는 주장도 제기되고 있다. 이를 위해 한의학계에서 약처방 및 비법의 공개에 대한 논의가 수면 위에 떠오를지에 대해서는 비관적으로 보는 것이 대세라고 한다.

- 침구 요법, 봉침 및 쑥뜸 요법(한방): 일부 한의원에서는 전립선염의 치료를 위하여 침술을 활용하기도 하고, 하복부나 회음부에 봉침(벌침)을 주사하거나, 하복부에 쑥뜸을 통한 열을 가하여 전립선염을 치료하기도 한다. 이러한 방법으로 상당한 효과를 보았다는 환우도 있지만, 모든 환자들에게 효과적인 방법은 아니라고 한다. 또한, 양방에서는 회음부에 봉침 등을 놓는 방법에 대해 우려를 표명하기도 하는데, 많은 신경들이 모여 있는 회음부에 직접적인 자극을 가하는 것이 위험하기 때문이라고 한다. 일부 한의원에서는 회음부 통증을 없애기 위하여 약재를 태우고 그 연기와 열기를 회음부에 가하여 혈액 순환을 촉진하기도 한다.

- 민간 요법: 일부 환자들은 전립선염의 치료를 위하여 스스로 전립선 마사지를 수행하거나, 마늘을 직장에 주입하기도 한다. 이러한 방법의 효용성이 아직 과학적으로 입증되지는 않았으며, 일각에서는 그 위험성 및 부작용에 대한 우려를 표하기도 한다. 홍삼을 장기적으로 복용하면 만성 전립선염에 효과가 있다는 주장도 있다. 이러한 민간 요법에서의 대체 약물 혹은 건강 식품의 효능에 대하여 전립선염 환자들을 상업적인 목적으로 현혹시키는 경우가 발생하고 있다는 주장도 제기되고 있다. 일각에서는 인디언들이 복용한다는 소팔메토가 전립선염의 치료에 효과적이라고도 하며, 실제로 그 효과를 체험했다는 환자들도 등장하고 있으나, 과학적으로 밝혀진 바는 없다. 한편에서는 아연이 많이 함유된 토마토 등의 과일이 전립선염의 치료에 효과적이며 마늘 등의 음식이 유효하다는 주장도 있다. 일부 전립선염 환자들은 한방이나 양방 치료 과정 중 이러한 식품을 보조적으로 섭취하기도 한다.

- 기타 치료법: 매우 논란이 불붙고 있는 치료법 중에 요도에 약물을 직접 주입하여 전립선염을 치료하는 방법을 들 수 있다. 이 방법은 일부 의원에서 시도되고 있으며, 일부 한의원에서도 사용되고 있는데, 요도에 주입되는 약물의 종류는 서로 다르다고 한다. 일부 한의원에서는 녹차 등의 자연 물질을 주입하는데 비하여, 일부 양의원에서는 다른 물질을 주입하여 삼투 효과에 의해 염증을 배출한다고 한다. 이 치료법으로 완치되었다고 주장하는 사람도 있으나, 치료 과정에서의 고통을 호소하며 치료를 중단하는 경우도 있다고 한다. 또한 이러한 방법의 치료 원리가 타당한지에 대하여 일부 의사, 한의사들이 회의적인 시각으로 바라보는 경우가 있다. 일부 환자에 대하여 요도 직접 주입법을 수행할 경우 성기가 심하게 부어오르는 경우가 보고되고 있다. 그 밖에 각종 온열 치료기 등의 광고를 신문 지상을 통해 쉽게 발견할 수 있는데(심지어 미국내 한인 신문에서도 이러한 광고를 흔히 볼 수 있다), 이러한 방법의 효용성에 대해서는 보다 많은 자료의 수집이 요구된다.

## 전립선염 환자들의 의견
전립선염 환자들이 만성으로 증상이 넘어간 경우, 신체적/심리적으로 매우 심한 스트레스를 받게 된다. 이 과정에서 담당 의사와 충돌하는 경우도 잦은 편이고, 일부 의사들은 이러한 환자들에 대해 치료 거부를 하는 경우도 있다고 한다. 따라서, 환자들을 잘 이해해주고 그들의 고충을 위로하며, 완치될 수 있다는 희망을 강조하는 의사들이 일부 환자들에게 인정을 받기도 하는 상황이다. 전립선염 환자들은 겉으로는 멀쩡해 보이지만, 실제로는 정신적/육체적으로 심한 고통에 시달리고 있으므로 의사들의 기계적인 치료와 처방 보다는 더욱 적극적이고 세심한 치료가 요구된다는 것이 일반적인 전립선염 환자들의 의견이다. 아울러, 전립선염 치료를 위한 주말 클리닉의 개설을 희망하는 환자들도 있다. 주중에 야간 진료와 더불어 일요일 진료가 가능하다면 치료를 위하여 생업에 지장을 줄일 수 있다는 견해이다. 현재 인터넷을 통해 전립선염 관련 싸이트와 카페가 개설되어 있으며 상당수의 환자들이 이러한 싸이트를 방문하여 정보를 공유하고 오프라인에서 모임을 갖기도 한다. 일부 환자들의 경우 특정 병원 및 의사들에 대한 비방을 토로하기도 하고 있으며, '전립선염을 몇 년 앓고 나면 웬만한 비뇨기과 의사보다 더 전문가가 된다'는 주장을 하는 환자도 있다. 만성 전립선염 환자의 경우 그 치료가 매우 어려울 수 있다는 것을 반증하는 사례 중의 하나이다. (어떤 전립선염 환자는 치료를 포기하고 전립선 적출 수술을 받는 경우도 있다고 한다.)

## 전립선염을 둘러싼 논란
전립선염은 그 치료가 어려운 경우가 있으므로 이에 관한 몇 가지 논쟁이 상존하고 있다.
- 만성 전립선염의 완치 가능 여부에 대한 논란: 만성 전립선염의 경우 완치가 가능하다고 주장하는 사람도 있으며, 일부 비뇨기과 의사의 경우 완치 가능성에 회의적인 입장을 보이기도 한다. 실제 자신이 만성 전립선염에서 완치된 사람의 경우 완치가 불가능하다는 의견에 대해 강한 거부감을 비추고 있다. 완치에 대한 정의가 무엇인가에 대하여 먼저 짚고 넘어간 뒤 이에 대한 의학적인 조사가 필요할 것이다.

- 전립선염 환자의 콘돔 사용 여부에 대한 논란: 전립선염을 앓고 난 뒤, 혹은 전립선염 치료 중인 환자가 콘돔을 사용하지 않고 구강 성교나 질내 삽입을 수행하는 경우 사람의 입이나 여성의 질에 존재하는 세균에 의해 재감염이 되어 전립선염이 재발하거나 치료가 어려워진다

## 참고 자료
- 전립선염없는세상만들기